# Romgaz
Societatea Națională de Gaze Naturale Romgaz SA vagy egyszerűbben Romgaz Románia legnagyobb földgázkitemelő vállalata. Elsődleges céljuk a szénhidrogének kitermelése.

## Története
1909-ben fedezik fel Románia első földgázlelőhelyét a Maros megyei Sărmășel településen. Az első gázkitermelési művelet 1913-ban történik meg. 1915-ben alakul meg a Magyar Metán Közösség, melynek célja az Erdély területén található földgáznak a kitermelése. Miután 1919-ben Erdély egyesül Romániával, megalakul a Direcția gazului natural vállalat, melynek koordinációs központja Kolozsváron lesz, majd 1925-ben  Societatea Națională de Gaz Metan „SONAMETAN” lesz.

## Működése
A Romgaz vállalat által elvégzett különböző feladatok:
- Esetleges lelőhelyek kutatása és kitermelése
- Földgáz kitermelés
- Földgáz szállítás
- Szondák működtetése
- Szállítási és működési folyamatok karbantartása